# Ватерлиния

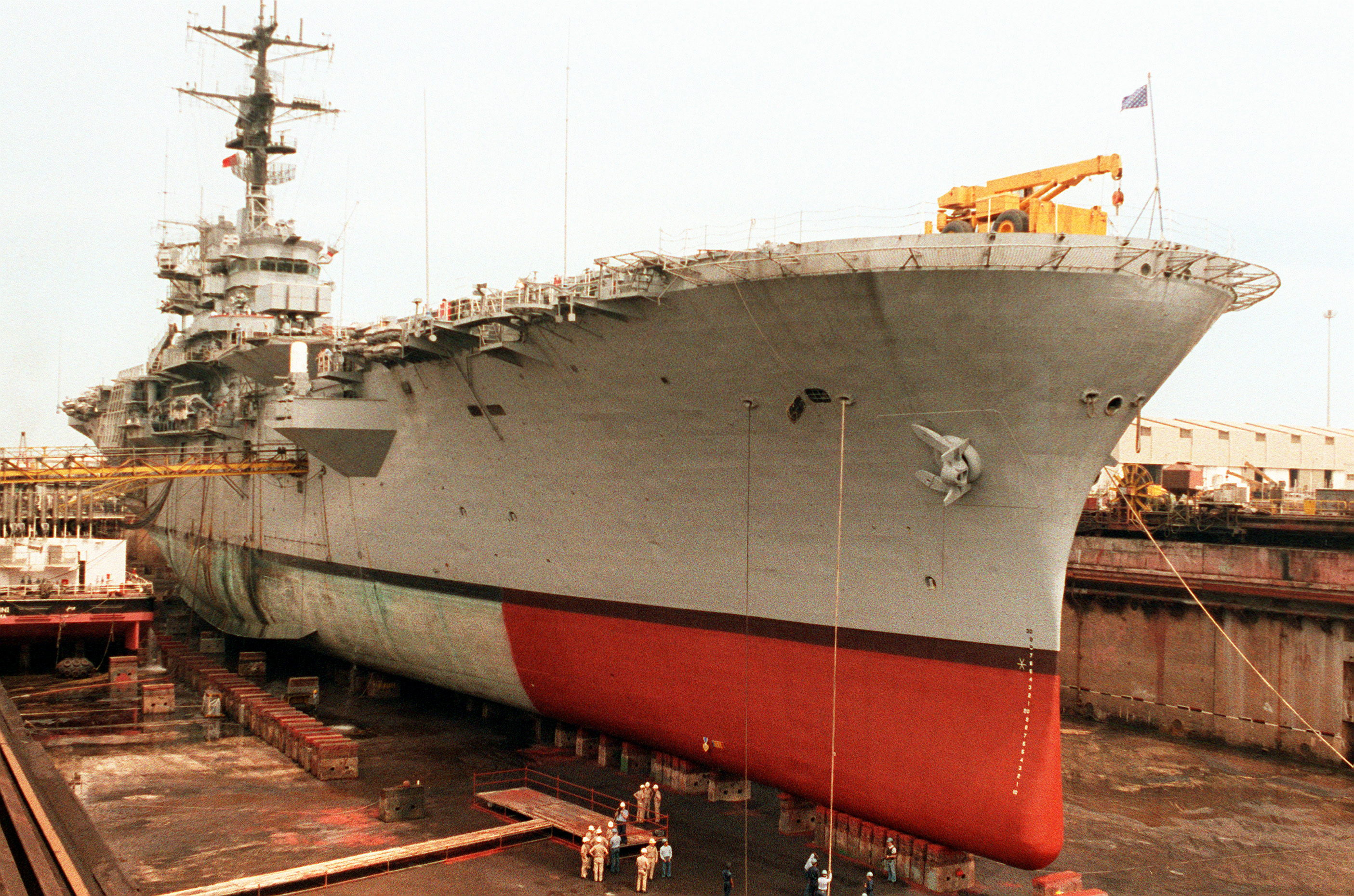
Ватерлиния, нанесённая на корпус корабля (чёрным)

Ватерли́ния (англ. waterline) — линия соприкосновения спокойной поверхности воды с корпусом плавающего судна. Также, в теории корабля — элемент теоретического чертежа судна, сечение корпуса горизонтальной плоскостью.
Различают следующие ватерлинии:
- Конструктивная ватерлиния (КВЛ) — ватерлиния, принятая за основу построения теоретического чертежа и соответствующая полученному предварительным расчётом полному водоизмещению судна и нормальному водоизмещению корабля[2]
- Грузовая ватерлиния (ГВЛ) — ватерлиния при плавании судна с полным грузом[1]. У морских транспортных судов КВЛ и ГВЛ, как правило, совпадают[3]
- Расчётная ватерлиния — ватерлиния, соответствующая осадке судна, для которой определяются его расчётные характеристики. При определении расчётных характеристик в качестве расчётной ватерлинии принимают: для военных кораблей — ватерлинию, соответствующую нормальному водоизмещению; для торговых судов — ватерлинию, соответствующую осадке по центру круга грузовой марки[2]
- Действующая ватерлиния — текущая при данной нагрузке и условиях
- Теоретические ватерлинии — набор сечений через равные расстояния, формирующий 1 из видов теоретического чертежа — план

Изменение действующей ватерлинии в зависимости от осадки

Действующая ватерлиния определяется формой судна, его средней плотностью, а также степенью волнения воды в данном бассейне. Площадь ватерлинии используется для вычисления коэффициента полноты корпуса. Форма площади ватерлинии, точнее её момент инерции, является фактором, определяющим устойчивость формы. В зависимости от условий нагрузки, крена и дифферента форма площади ватерлинии, а с ней и остойчивость, могут меняться.
Длина по ватерлинии служит характерным линейным размером в определении числа Фруда для водоизмещающих судов и, соответственно, их теоретической скорости.

## Грузовая марка
Все торговые суда должны иметь на борту отметку под названием «грузовая марка» (также известна под названиями: англ. «Load line», «Plimsoll line»).

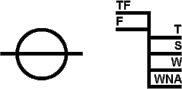
Грузовая марка (Plimsoll line)

До того, как эта отметка стала обязательной (первый прецедент в новой истории — британский закон о грузовой марке 1890 года, по которому минимально допустимая высота надводного борта устанавливалась не судовладельцем, а государственным органом), было потеряно много судов. Основная причина — перегрузка, обусловленная стремлением в получении дополнительной прибыли от перевозки, которая усугублялась разницей в плотности воды — в зависимости от её температуры и солёности, осадка судна может существенно меняться.
Грузовая марка — это специально наносимая на мидель судна отметка, по которой суперкарго (лицо, ответственное за погрузку, доставку груза, разгрузку) определяет уровень, до которого судно может быть безопасно нагружено, то есть грузовую ватерлинию. При загрузке судна оно садится глубже в воду и отметка опускается ближе к поверхности воды.
В 1870-х годах британским политиком Сэмюэлем Плимсолем была предложена система универсальной маркировки судов, которая позволила определять максимальную загрузку корабля в зависимости от времени года и региона.

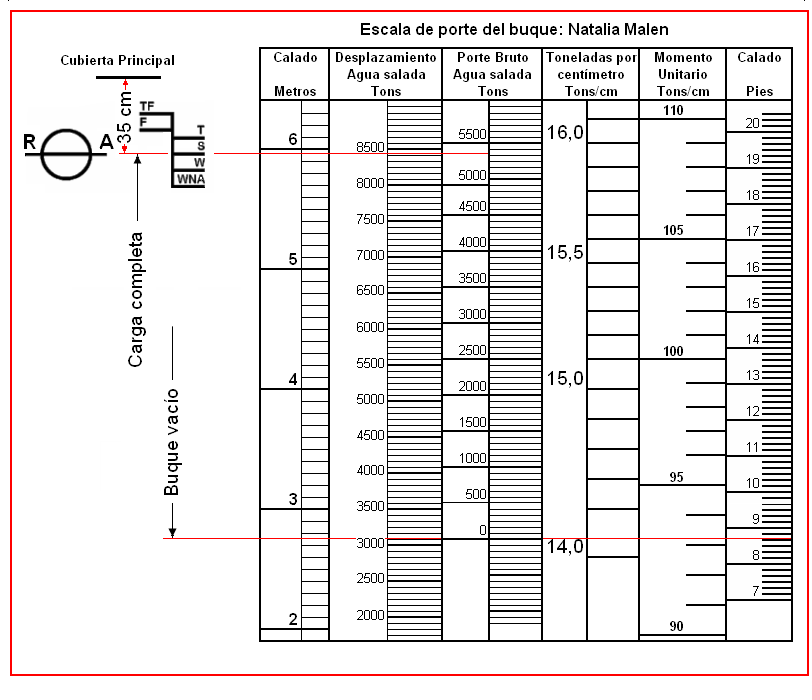
Таблица соответствия осадки судна его загрузке и риске грузовой марки

Буквы на грузовой марке означают:
| Символ | Расшифровка           | Обозначение                 |
| ------ | --------------------- | --------------------------- |
| TF     | Tropical Fresh Water  | Пресная вода в тропиках     |
| F      | Fresh Water           | Пресная вода                |
| T      | Tropical Seawater     | Морская вода в тропиках     |
| S      | Summer Seawater       | Летняя морская вода         |
| W      | Winter Seawater       | Зимняя морская вода         |
| WNA    | Winter North Atlantic | Зимняя северо-атлантическая |